# 東萊駅 (韓国鉄道公社)
東萊駅（トンネえき）は、大韓民国釜山広域市東萊区寿民洞に位置する韓国鉄道公社（KORAIL）東海線の駅。当駅には電鉄線の電車のみが停車する。

## 駅構造
- 島式ホーム2面4線を有する地上駅。
- かつては一般列車（ムグンファ号）の停車駅だったが、電鉄化工事に伴い水営駅（現センタム駅）停車に変更され、当駅には一般列車が停車しなくなった。

### のりば
| 1・2 | 東海電鉄線 | 釜田方面   |
| 3・4 | 東海電鉄線 | 太和江方面 |

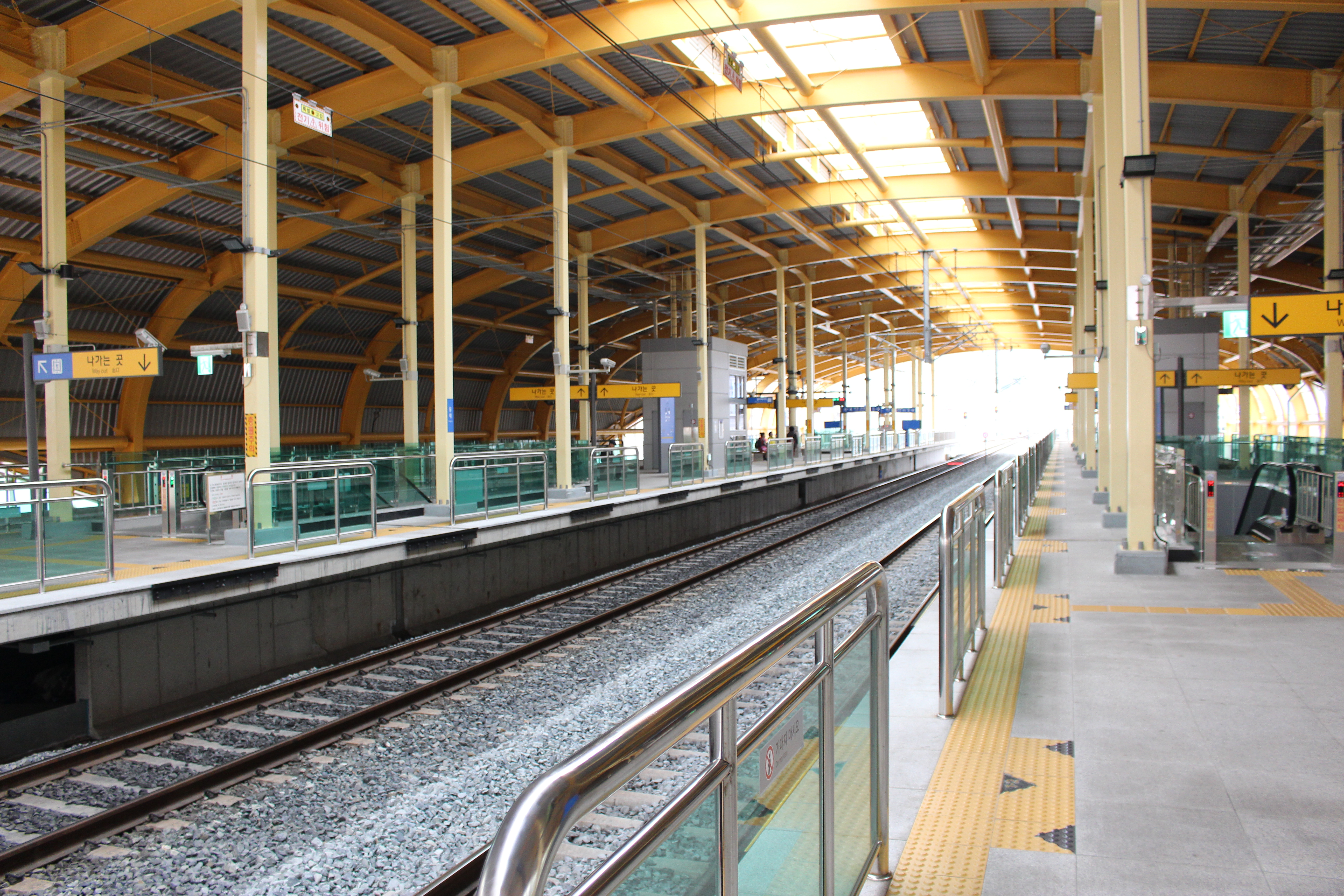
ホーム
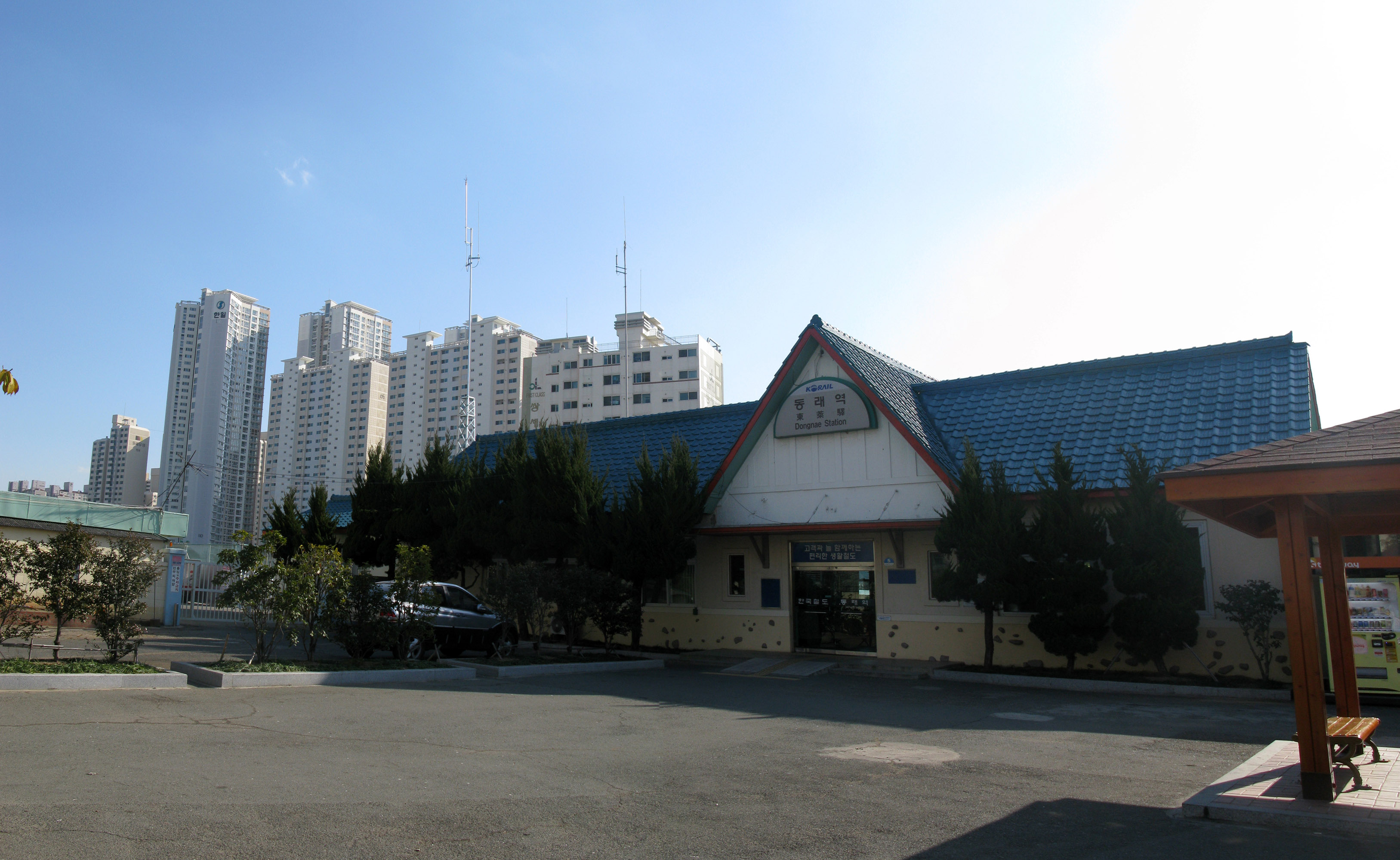
旧駅舎
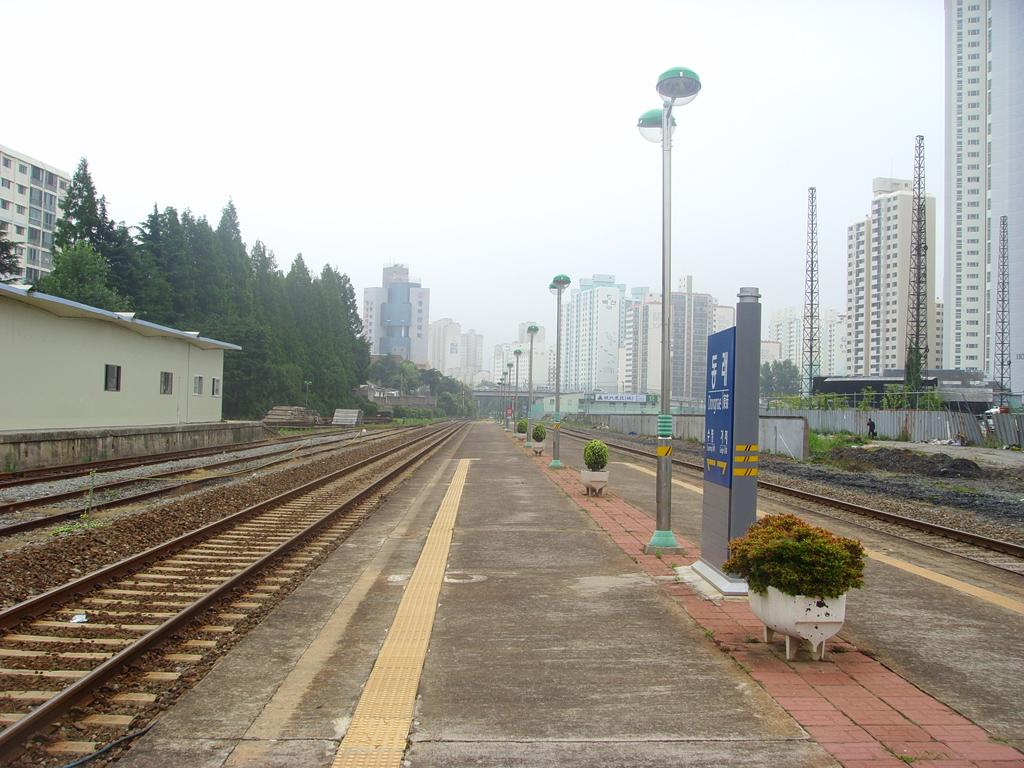
旧駅舎時代のプラットホーム

## 駅周辺
- 釜山都市鉄道4号線楽民駅
- 東萊高等学校
- 楽民初等学校
- 寿民洞住民センター

## 歴史
- 1934年7月15日 - 開業[1]。
- 2014年11月5日 - 複線電鉄工事で仮設ホームに移設
- 2015年10月12日 - 複線電鉄工事のため休止、水営駅（現センタム駅）に旅客業務移管。
- 2016年4月29日 - 東海南部線が東海線に編入（施行は広域電鉄開業時）[2]。
- 2016年12月30日 - 電化とともに広域電鉄の駅として再開業。

## 隣の駅
韓国鉄道公社
●東海電鉄線
教大駅 K113 - 東萊駅 K114 - 安楽駅 K115